# Pradell de la Teixeta
Pradell de la Teixeta est une commune de la province de Tarragone, en Catalogne, en Espagne, de la comarque de Priorat.